# Захарчук Сергій Миколайович
Сергій Захарчук (1915 — 6 травня 1943) — польський православний священик, священномученик.

## Життєпис

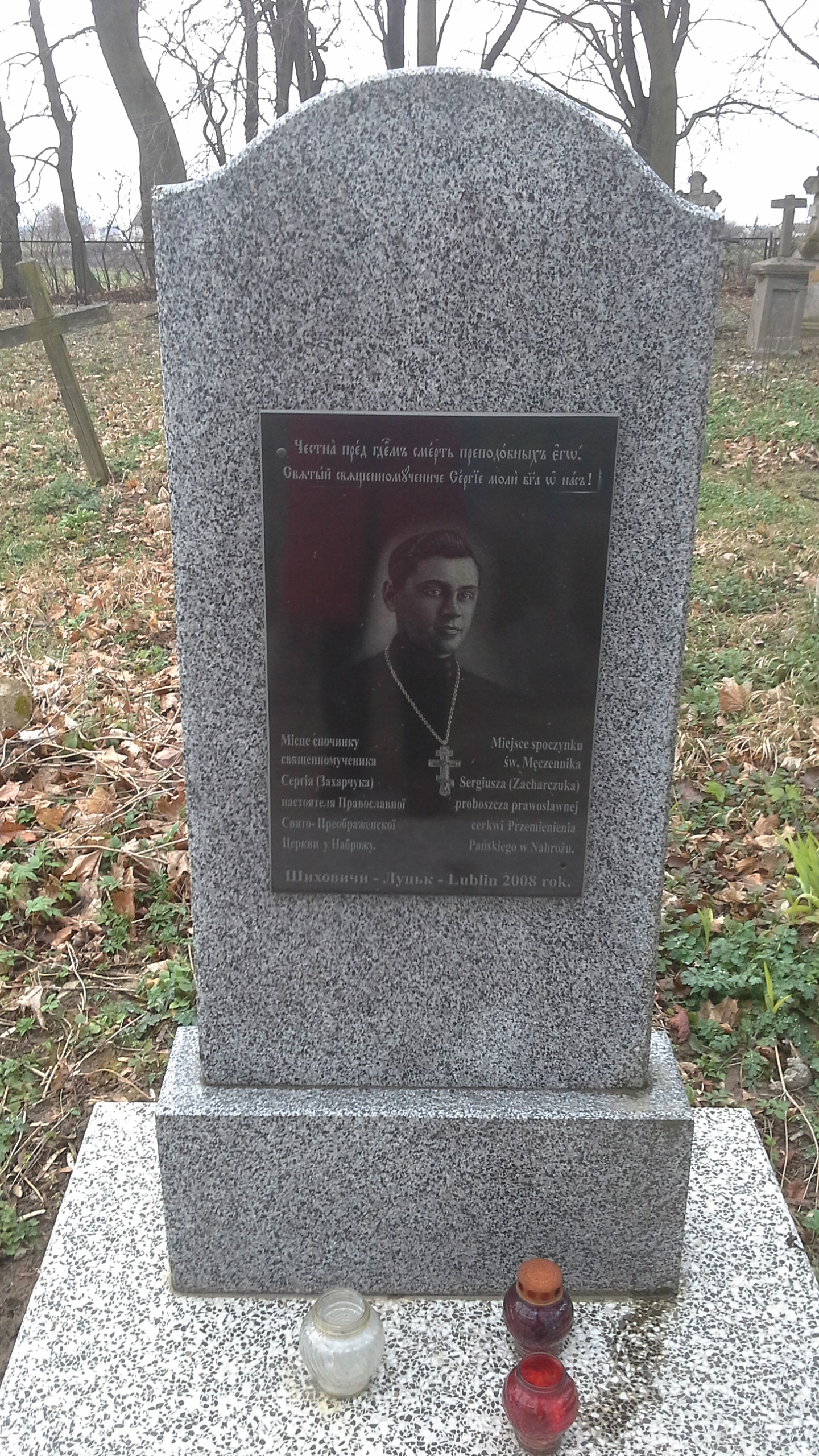
Могила Сергія Захарчука у Шиховицях

Священномученик Сергій Миколайович Захарчук народився в 1915 році в благочестивій родині в селі Шиховичі поблизу Грубешева Люблінської губернії Привіслянському краю Російської імперії. Його батько був дияконом і відомим регентом церковних хорів на Грубешівщині. Мати, Марія, після смерті чоловіка поступила в Корецький монастир.
Підготовку до священичого служіння Сергій Миколайович пройшов у Волинській духовній семінарії і в школі читців при Яблочинському Онуфріївському монастирі. Після одруження, напередодні Другої світової війни, прийняв священицький сан.
Отець Сергій був направлений на прихід в Наброже на Томашівщині, де в 1938 році був зруйнований храм.
6 травня 1943 року на його будинок було скоєно напад. Пастиря піддали жорстоким тортурам, і він прийняв мученицьку смерть. Злочинці осквернили також домашній храм.
Мученика поховали на православному кладовищі в його рідних Шиховичах.
Навесні 2003 року могила святого була відкрита і знайдені його мощі, які помістили в Холмському кафедральному соборі. У тому ж році святий був прославлений Польською Православною Церквою в Соборі Холмських і Підляських Мучеників.
20 липня 2012 Священний Синод Російської православної церкви в Україні включив його ім'я в Собор Волинських святих.